# Norsk biografisk leksikon
Norsk biografisk leksikon é a maior enciclopédia biográfica norueguesa.
A primeira edição (NBL1) foi emitida entre 1921 e 1983, incluindo 19 volumes e 5.100 artigos. Foi publicado pela Aschehoug com apoio econômico estatal.
Kunnskapsforlaget comprou os direitos da NBL1 da Aschehoug em 1995, e depois de um pré-projeto em 1996-97 o trabalho para uma nova edição começou em 1998. O projeto foi apoiado economicamente pela Fundação Fritt Ord e Ministério da Cultura norueguês, e a segunda edição (NBL2) foi lançada nos anos 1999-2005, incluindo 10 volumes e cerca de 5.700 artigos. Em 2006 o trabalho para uma edição eletrônica do NBL2 começou, com apoio de várias instituilções. Em 2009 uma edição para internet, com acesso grátis, foi lançado pela Kunnskapsforlaget junto com a Store norske leksikon. A edição eletrônica apresenta algumas biografias adicionais e também atualiza a data de morte se um biografado morre. Para além de que há um vasto corpo de texto inalterado da versão impressa.

## Lista de volumes
Esta é uma lista de volumes da segunda edição da Norsk biografisk leksikon.
- Volume 1: Abel–Bruusgaard. Publicado em 1999
- Volume 2: Bry–Ernø. Publicado em 2000
- Volume 3: Escholt–Halvdan. Publicado em 2001
- Volume 4: Halvorsen–Ibsen. Publicado em 2001
- Volume 5: Ihlen–Larsson. Publicado em 2002
- Volume 6: Lassen–Nitter. Publicado em 2003
- Volume 7: Njøs–Samuelsen. Publicado em 2003
- Volume 8: Sand–Sundquist. Publicado em 2004
- Volume 9: Sundt–Wikborg. Publicado em 2005
- Volume 10: Wilberg–Aavik, plus extra material. Publicado em 2005

Esta é uma lista de volumes da primeira edição da Norsk biografisk leksikon.
- Volume 1: Aabel–Bjørnson. Publicado em 1923
- Volume 2: Bjørnstad–Christian Frederik. Publicado em 1925
- Volume 3: Christiansen–Eyvind Urarhorn. Publicado em 1926
- Volume 4: Fabricius–Grodtschilling. Publicado em 1929
- Volume 5: Grosch–Helkand. Publicado em 1931
- Volume 6: Helland–Lars Jensen. Publicado em 1934
- Volume 7: Lars O. Jensen–Krefting. Publicado em 1936
- Volume 8: Kristensen–Løwenhielm. Publicado em 1938
- Volume 9: Madsen–Nansen. Publicado em 1940
- Volume 10: Narve–Harald C. Pedersen. Publicado em 1949
- Volume 11: Oscar Pedersen–Ross. Publicado em 1952
- Volume 12: Rosseland–Schult. Publicado em 1954
- Volume 13: Schultz–Skramstad. Publicado em 1958
- Volume 14: Skredsvig–Stenersen. Publicado em 1962
- Volume 15: Stensaker–Sørbrøden. Publicado em 1966
- Volume 16: Sørensen–Alf Torp. Publicado em 1969
- Volume 17: Eivind Torp–Vidnes. Publicado em 1975
- Volume 18: Vig–Henrik Wergeland. Publicado em 1977
- Volume 19: N. Wergeland–Øyen. Publicado em 1983